# Maple Island
Maple Island är en liten ö i östra Övre sjön, några kilometer från Kanadas kust mellan Sault Ste. Marie och Batchawana Bay. Den tillhör den kanadensiska provinsen Ontario.

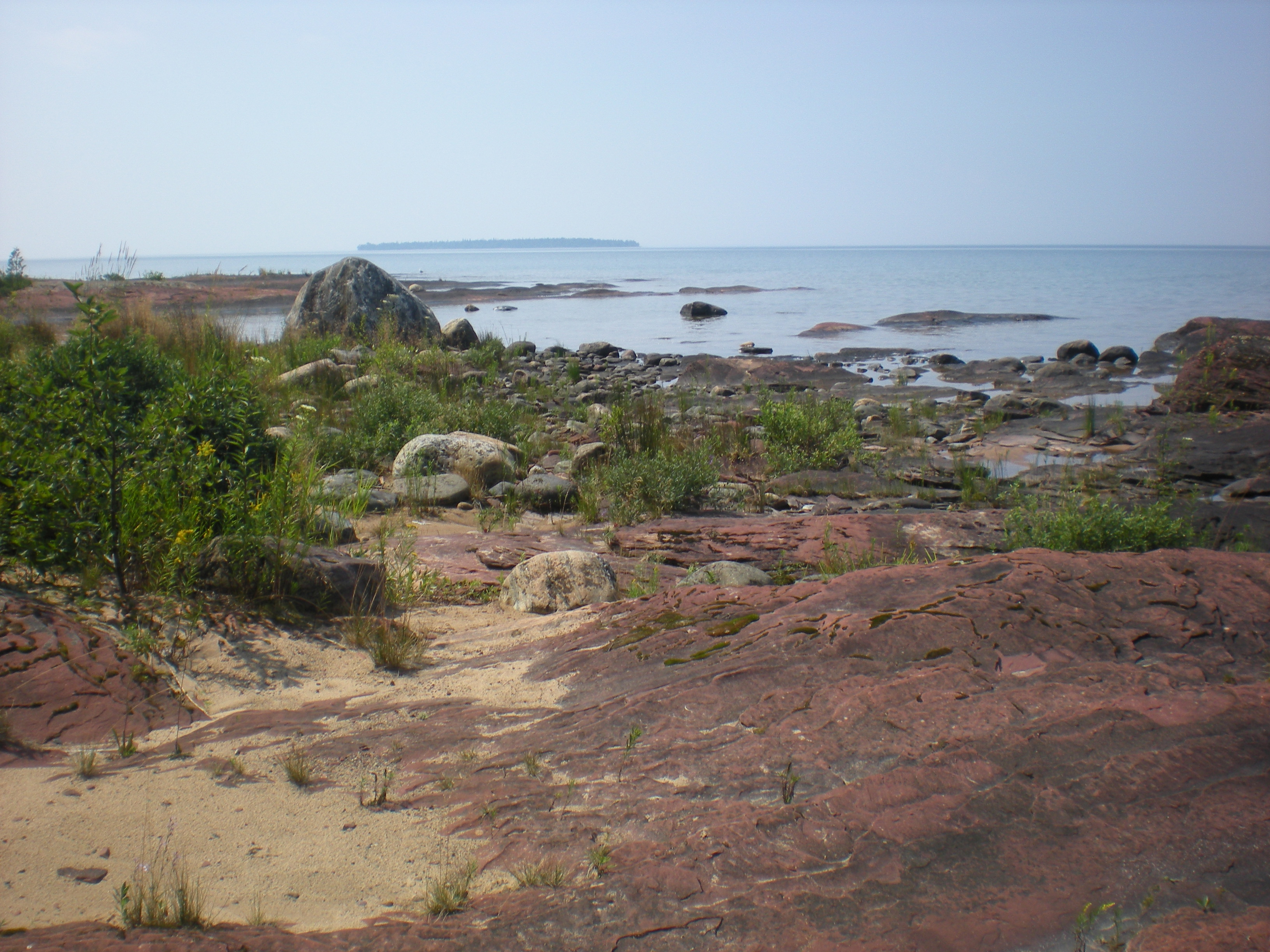
Maple Island